# Special Operations Executive
Special Operations Executive (SOE) (česky: Oddělení pro zvláštní operace) byla zvláštní sekce britské zpravodajské služby MI6, založená na popud Winstona Churchilla během 2. světové války a zaměřená na vedení boje nestandardními metodami.
Organizace byla založena 22. července 1940 s cílem provádět na území obsazeném Němci zpravodajskou a sabotážní činnost. Pro tuto činnost cvičila SOE specialisty jak z řad britských občanů, tak z občanů zemí okupovaných nacistickým Německem. Ty poté vysazovala na okupovaná území s úkolem získávat a předávat zpravodajské informace či provádět sabotážní a teroristické akce. Přestože SOE provedla řadu úspěšných akcí, je kvůli množství neúspěchů převážně hodnocena negativně.[zdroj?]
Přímo zaměstnávala nebo kontrolovala více než 13 000 lidí, z nichž asi 3 200 byly ženy.

## Historie

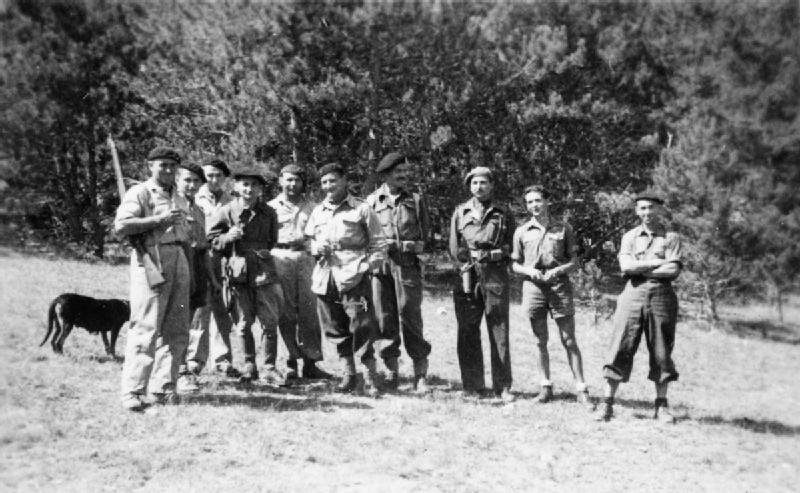
Makisté (bojovníci francouzského odboje) v oblasti Horního Savojska, srpen 1944. Třetí a čtvrtý zprava jsou dva důstojníci SOE.

Předchůdci SOE se staly v roce 1938 Sekce D (D od Destruction) ustavená v rámci MI6 a mající za cíl vytváření struktur, které by v případě německé invaze do Velké Británie prováděly zpravodajskou a sabotážní činnost v týlu německých jednotek a na obsazeném území a dále potom Oddělení EH zaměřené na propagandu a v roce 1939 ministerstvem války založené GS(R) (později přejmenované na MI R) zaměřené na vedení partyzánské války.
Dne 13. června 1940, po svém zvolení do čela britské vlády, inicioval Winston Churchill doporučení, podle kterého měly Sekce D, Oddělení EH a MI R úzce spolupracovat a jejich činnost měla být koordinována. Dne 1. července téhož roku bylo na zasedání vlády odsouhlaseno vytvoření organizace pro vedení války nestandardním způsobem. 16. července byl politickou odpovědností za tuto organizaci pověřen ministr pro vedení hospodářské války Hugh Dalton. 22. července Special Operations Executive vznikla sloučením všech tří organizací, byla vyjmuta z MI6 a převedena do působnosti ministerstva pro hospodářskou válku. To vytvořilo mezi MI6 a SOE velkou rivalitu, která v pozdější době způsobila řadu problémů při operacích SOE.
V srpnu 1941 bylo po sporech mezi ministerstvem pro hospodářskou válku a ministerstvem informací ze SOE vyjmuto oddělení pro propagandu, ze kterého vznikla samostatná organizace. V srpnu 1942 byl do funkce ředitele SOE ustaven Charles Jocelyn Hambro poté, co se ministrem pro hospodářskou válku stal Roundell Cecil Palmer. Ve své funkci Hambro setrval až do srpna 1943, kdy se s Palmerem nedokázal shodnout na míře nezávislosti SOE na armádě. Nejen z tohoto důvodu byl z funkce ředitele SOE odvolán a na toto místo byl jmenován generálmajor Colin Gubbins. Ten provedl v činnosti SOE základní reformu, při které zúročil své zkušenosti nejen z operací typu commando, ale především z Irské války za nezávislost.

### Ukončení činnosti
Ke konci války R. C. Palmer obhajoval zachování SOE nebo organizace podobného typu. Argumentoval tím, že tato organizace by mohla být užitečná proti „Ruské hrozbě“ a Blízkému východu, a že by měla spadat pod ministerstvo obrany. Ministr zahraničí, Anthony Eden, nesouhlasil, a žádal o kontrolu nad SOE pro své ministerstvo, které v té době už zodpovídalo za MI6. Palmer byl striktně proti. Winston Churchill se k celé záležitosti vyjádřit nestihl a po prohře ve volbách v roce 1945 se celá záležitost dostala pod vliv labouristického ministerského předsedy Clementa Attleeho.
I když Palmer oznámil Attleemu, že SOE stále disponuje tajnou celosvětovou rádiovou sítí a velkým množstvím agentů a sympatizantů, Attlee odpověděl, že „nemá v úmyslu řídit jakousi britskou Kominternu“ a dal Palmerovi dvoudenní ultimátum na ukončení činnosti. SOE oficiálně ukončilo svou činnost 15. ledna 1946. Většina agentů se vrátila ke svým civilním zaměstnáním nebo regulérní vojenské službě, ale 280 členů bylo přiděleno k Oddělení zvláštních operací MI6. Někteří zde sloužili jako agenti, ale většina z nich byla pro MI6 zajímavá kvůli výzkumnému a výcvikovému potenciálu. Sir Stewart Menzies, vrchní velitel MI6 (známý jako „C“), později rozhodl o tom, že vlastní oddělení pro bývalé agenty SOE není potřeba, a sloučil je s vlastní MI6.

## Organizační členění
Členění SOE se během války neustále měnilo. V čele stál ředitel jmenovaný ministrem pro hospodářskou válku. Funkci zástupce vykonával příslušník armády, voják zastával i funkci náčelníka štábu. Kontrolu SOE prováděla 15členná rada složená z jedné poloviny příslušníky armády a ze druhé části úředníky, právníky či zástupci z oblasti průmyslu.
Pro operační činnost na okupovaných územích byly vytvořeny pro každou z obsazených zemí zvláštní skupiny. Ty se podle potřeby dále ještě dělily na podskupiny. Důvodem bylo, že v okupovaných zemích existovaly politicky různorodé odbojové struktury (např. pro Francii měla SOE po celou dobu války vždy minimálně šest podskupin). Další útvary SOE se zabývaly výzkumem a vývojem zbraní, výstroje a technik, výběrem cílů a provozní činnosti.
Kromě centrály sídlící v Anglii měla SOE i řadu poboček:
- Káhira – pobočka řídila akce na Středním východě a Balkáně, pro operace na Balkáně byla později zřízeno zastoupení káhirské pobočky v Itálii
- Alžír – pobočka řídící akce v jižní Francii
- Indie – zřízena v roce 1940, později přestěhována na Srí Lanku
- Singapur – pobočka se pokoušela vytvořit hnutí odporu v Malajsii ještě před japonským obsazením Singapuru
- New York – pobočka působila jako koordinátor činnosti britských a amerických zvláštních služeb

## Ředitelé SOE
Ředitel SOE byl obvykle označován jako CD:
- Frank Nelson (22. července 1941 – srpen 1942)
- Charles Hambro (srpen 1942 – srpen 1943)
- Colin Gubbins (září 1943 – 15. ledna 1946)

## Místa

### Baker street

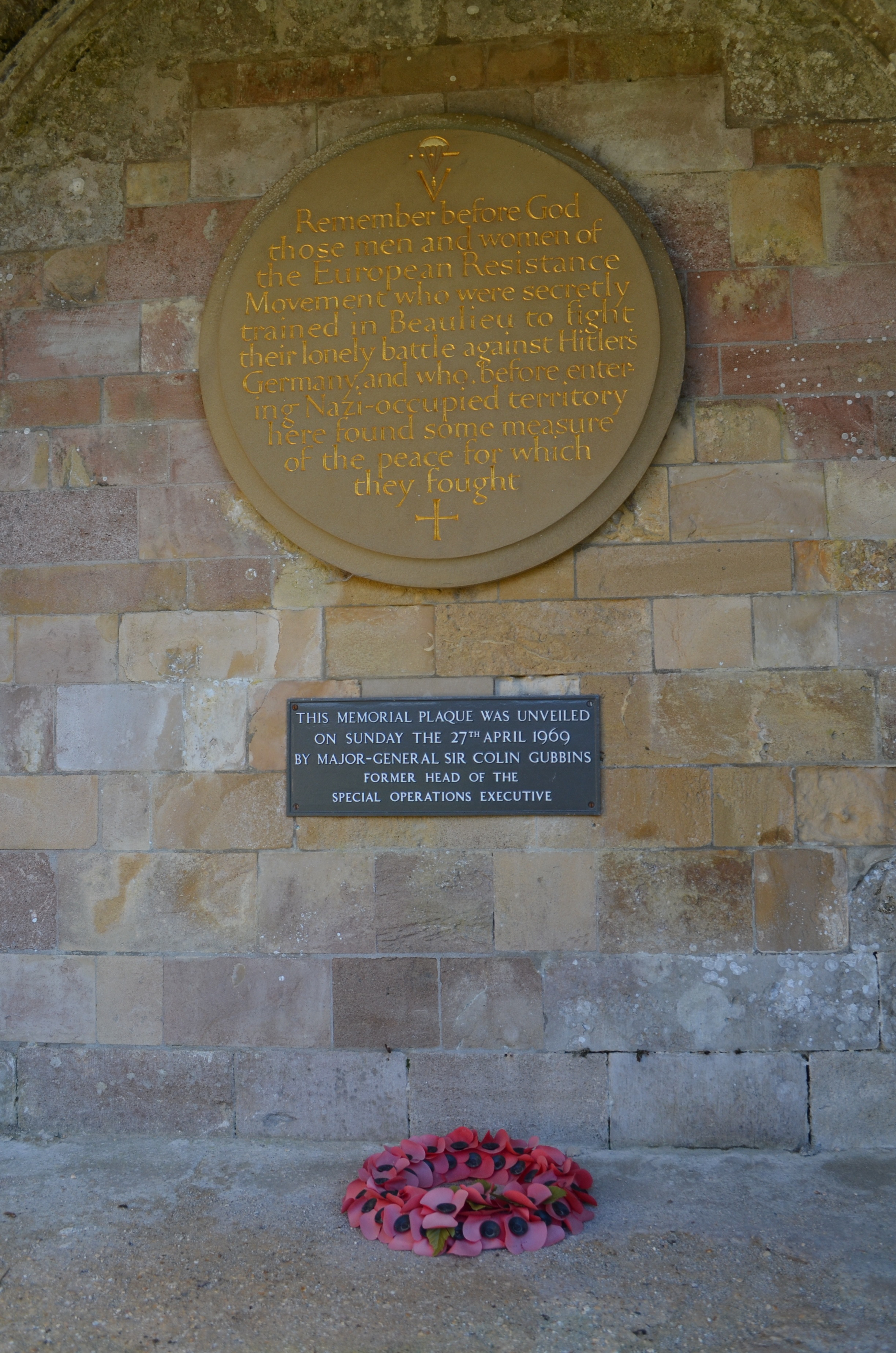
Pamětní deska SOE v ambitu Beaulieu Abbey, Hampshire, odhalená generálmajorem Gubbinsem v dubnu 1969

Poté, co pracovala z dočasných kanceláří v centrálním Londýně, ředitelství SOE bylo přesunuto 31. října 1940 do 64 Baker street (odtud přezdívka “The Baker street Irregulars”). Nakonec SOE obsadil velkou část západní strany Baker Street. “Baker Street” se stal eufemistickým způsobem odkazování na SOE. Přesná povaha budov zůstala utajena; neměl žádný záznam v telefonních seznamech a korespondence s externími orgány měla měl servisní adresy; MO1 (SP) (pobočka War Office), NID (Q) (admiralita), AI10 (Air Ministry) nebo jiné fiktivní orgány nebo civilní společnosti. 
SOE udržoval velký počet školících, výzkumných a vývojových nebo administrativních center. Bylo vtipem, že “SOE” znamená “Stately `omes of England” , po velkém počtu venkovských domů a statků, které zabavil a použil. 

### Výroba a zkoušky
Zařízení spojená s experimentováním a výrobou zařízení se soustředila především v Hertfordshire a okolí a byla označena římskými čísly. Hlavními zařízeními pro výzkum zbraní a zařízení byly The Firs, domov MDI, dříve MIR(C), poblíž Aylesbury v Buckinghamshire (ačkoli to nebylo formálně součástí SOE), a stanice IX v The Frythe, venkovském domově (a bývalém soukromém hotelu) mimo Welwyn Garden City, kde pod krycím názvem IRSB (Inter Services Research Bureau) SOE vyvíjela rádia, zbraně, výbušná zařízení a nástražné systémy. 
Sekce D měla původně výzkumnou stanici v Bletchley Parku, kde se také nacházela škola vládního kodexu a šifrování, dokud nebylo v listopadu 1940 rozhodnuto, že není moudré provádět na stejném místě pokusy s dešifrováním a výbušninami. Provozovna se přestěhovala do Aston House poblíž Stenevage v Hertfordshire a byla přejmenována na Stanici XII. Původně prováděla výzkum a vývoj, ale od roku 1941 se stala výrobním, skladovacím a distribučním centrem již vyvinutých zařízení. 
Stanice XV v Thatched Barn poblíž Borehamwoodu byla věnována maskování, což obvykle znamenalo vybavit agenty autentickým místním oblečením a osobními věcmi. Do tohoto úkolu byly zapojeny i různé podstanice v Londýně. Stanice XV a další maskovací oddíly také vymýšlely způsoby ukrytí zbraní, výbušnin nebo vysílaček v neškodně vypadajících předmětech. 
Agenti také potřebovali doklady totožnosti, přídělové lístky, měnu a tak dále. Stanice XIV v Briggens House poblíž Reydonu v Essexu byla původně domovem STS38, školícího zařízení pro polské sabotéry, kteří si založili vlastní padělatelskou sekci. Jak se práce rozšiřovala, stala se ústředním padělatelským oddělením SOE a Poláci se nakonec 1. dubna 1942 odstěhovali. Mezi techniky na stanici XIV byla celá řada bývalých odsouzených. 

### Výcvik a operace
Školící zařízení a nemovitosti používané sekcemi jednotlivých zemí byly označeny arabskými čísly a byly široce distribuovány. Počáteční školící střediska SOE byla ve venkovských domech, jako je Wanborough, Manor, Guildford. Agenti určení ke službě v poli prošli výcvikem Commandos v Arisaig ve Skotsku, kde je učili boj se zbraní i beze zbraně William E. Fairbairn a Eric A. Sykes, bývalí inspektoři městské policie v Šanghaji. Ti, kteří prošli tímto kurzem, absolvovali parašutistický výcvik u STS 51 a 51a umístěných poblíž Altrinchamu, Cheshire s pomocí Parašutistické výcvikové školy RAF No. 1 na letišti RAF v Ringway (který se později stal letištěm v Manchesteru). Poté navštěvovali kurzy bezpečnosti a řemesla ve školách skupiny B v okolí Beaulieu v Hampshire. Nakonec, v závislosti na jejich zamýšlené roli, absolvovali speciální školení v dovednostech, jako jsou demoliční techniky nebo telegrafie Morseovy abecedy v různých venkovských domech v Anglii. 
Káhirská pobočka SOE zřídila parašutistickou výcvikovou školu a školu Commandos s číslem STS 102 v Romat David poblíž Haify. Tato škola vycvičila agenty, kteří se připojili k SOE z řad ozbrojených sil rozmístěných na Blízkém východě a také členy Special Air Service (SAS) a Řecké posvátné jednotky. 
V Oshawě bylo později zřízeno výcvikové středisko Commandos podobné Arisaigu a provozované Fairbairnem pro kanadské členy SOE a členy nově vytvořené americké organizace Office of Strategic Services (OSS). 

## Agenti
SOE v poli sloužila řada lidí ze všech tříd a předválečných povolání. Zázemí agentů v sekci F se pohybovalo například od aristokratů, jako je polská hraběnka Krystyna Skarbek a Noor Inayat Khan, dcera indického súfijského vůdce, až po lidi z dělnické třídy, jako jsou Violette Szabo a Michael Trotobas. Někteří dokonce z kriminálního podsvětí. Někteří z nich byli naverbovaní ústně mezi známými důstojníků SOE, jiní reagovali na rutinní tažení ozbrojených sil za lidmi s neobvyklými jazyky nebo jinými specializovanými dovednostmi. 
Ve většině případů byla primární kvalita požadovaná od agenta hluboká znalost země, ve které měl působit a zejména jejího jazyka, pokud měl agent obstát jako rodilý. Dvojí národnost byla často ceněným atributem. To platilo zejména o Francii. V jiných případech, zejména na Balkáně, byla vyžadována menší míra plynulosti, protože odbojové skupiny již byly v otevřené vzpouře a tajná existence byla zbytečná. Potřebnější byl cit pro diplomacii spojený s chutí pro drsné vojáky. Někteří důstojníci pravidelné armády se ukázali zběhlí jako vyslanci, ačkoli jiní (jako bývalý diplomat Fitzroy Maclean nebo klasicistní Christopher Woodhouse) byli pověřeni pouze během války. 
Několik agentů SOE bylo z židovských parašutistů z mandátní Palestiny, z nichž někteří byli emigranti ze zemí v Evropě. Třicet dva z nich sloužilo jako agenti v poli, sedm z nich bylo zajato a popraveno. 
Zřejmým zdrojem agentů byli exiloví nebo uprchlí příslušníci ozbrojených sil některých okupovaných zemí. To platilo zejména pro Norsko a Nizozemsko. V jiných případech (jako Francouzi dlužící loajalitu Charles de Gauellovi a zejména Poláci) byli agenti nejprve loajální nejprve k jejich vůdcům nebo vládám a oni zacházeli s SOE pouze jako s prostředkem k dosažení cíle. To mohlo občas vést k nedůvěře a napjatým vztahům v Británii. 
Organizace byla připravena ignorovat téměř všechny současné společenské konvence ve svém boji proti Ose. Zaměstnávala známé homosexuály, lidi se záznamem v trestním rejstříku (někteří učili dovednosti, jako je trhání zámků), osoby se záznamy o špatném chování v ozbrojených silách, komunisty a protibritské nacionalisty. Někteří z nich mohli být považovány za bezpečnostní riziko, ale není znám jediný případ, kdy by agent SOE šel z celého srdce k nepříteli. Francouz Henri Déricourt je široce považován za zrádce, ale soud pro válečné zločiny ho zprostil viny a někteří tvrdili, že jednal na základě tajných příkazů SOE nebo MI6. 
SOE byla také daleko před současnými postoji v používání žen v ozbrojeném boji. Ačkoli byly ženy v Británii nejprve považovány za kurýra v terénu nebo za bezdrátové operátorky nebo administrativní personál, ty, které byly vyslány do pole, byly vycvičeny v používání zbraní a v boji beze zbraně. Většina z nich byla zařazena do služby First Aid Nursing Yeomanry (FANY) nebo Women`s Auxiliary Air Force. Ženy často zastávaly vedoucí role v této oblasti. Pearl Witherington se stala organizátorkou (vůdkyní) velmi úspěšné odbojové sítě ve Francii. Na začátku válka fungovala americká Virginia Hall jako neoficiální nervové centrum několika sítí SOE ve Vichistické Francii. Mnoho agentek jako Odette Hallowes nebo Violette Szabo byly vyznamenané za statečnost, v případě Szabo posmrtně. Ze 41 (podle některých odhadů 39) agentek SOE sloužící v sekci F (Francie) 16 nepřežilo a 12 jich bylo zabito nebo popraveno v nacistických koncentračních táborech. 

## Komunikace

### Radiostanice

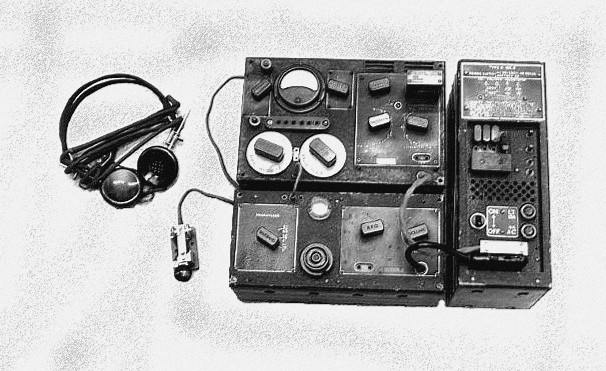
Radiostanice B MK II (také známá jako B2) používána agenty SOE

Většina odbojových sítí, které SOE vytvořila nebo se s nimi spojila, byla řízena radiostanicemi přímo z Británie nebo jednoho z vedlejších velitelství SOE. Všechny odbojové skupiny obsahovaly alespoň jednoho bezdrátového operátora a všechny padákové shozy nebo přistání byly uspořádány prostřednictvím radiostanice, s výjimkou některých raných průzkumných misí vyslaných “naslepo” na území okupované nepřítelem. Bezdrátoví operátoři SOE byli známí jako “Pianisté”. 
Zpočátku rádiový provoz SOE procházel rádiovou stanicí řízenou SIS v Bletchley Park. Od 1. června 1942 SOE využívala vlastní vysílací a přijímací stanice v Grendon Underwood v Buckinghamshire a poblíž Poundon, protože umístění a topografie byly vhodné. Dálnopisy spojily rozhlasové stanice s centrálou SOE v Baker Street. Operátoři na Balkáně pracovali pro rozhlasové stanice v Káhiře.
SOE byly velmi závislé na zabezpečení rádiových přenosů, které zahrnovalo tři faktory: fyzické vlastnosti a schopnosti rádiových zařízení, bezpečnost přenosových procedur a zajištění správných šifer. 
První radiostanice SOE dodala SIS. Byly velké a nemotorné a vyžadovaly velké množství energie. SOE získalo několik mnohem vhodnějších sad od Poláků v exilu, ale nakonec navrhlo a vyrobilo své vlastní, jako je Paraset, pod vedením podplukovníka F. W. Nichollse z Royal Corps of Signals (Sbor královských spojařů), který sloužil s Gubbinsem mezi válkami. A Mk. III s bateriemi a příslušenstvím pouhých 9 liber (4,1 kg) a vešel se do malého kufříku, i když B Mk. II, jinak známý jako B2, který vážil 32 liber (15 kg), bylo vyžadováno pracovat na vzdálenost větší než asi 500 mil (800 km).
Operační postupy byly zpočátku nejisté. Operátoři byli nuceni vysílat podrobné zprávy na pevných frekvencích a v pevně stanovených časech a intervalech. To poskytlo německým týmům na vyhledávání směru čas na triangulaci jejich pozic. Poté, co bylo několik operátorů zajato nebo zabito, byly postupy flexibilnější a bezpečnější. 
Stejně jako u jejich prvních radiostanic byly i první šifry SOE zděděné od SIS. Leo Marks, hlavní kryptograf SOE, byl zodpovědný za vývoj lepších kódů, které nahradily nejisté kódy básní. Nakonec se SOE rozhodlo pro jednorázové šifry vytištěné na hedvábí. Na rozdíl od papíru, který by se prozrazoval šustěním, by hedvábí při náhodné prohlídce nebylo odhaleno, pokud by bylo skryto v podšívce oděvu. 

### BBC
BBC také hrála svou roli v komunikaci s agenty nebo skupinami v terénu. Během války vysílal téměř do všech zemí okupovaných Osou a byl nadšeně poslouchán, i když hrozilo zatčení. BBC do svého vysílání zařazovala různé “osobní zprávy”, které mohly obsahovat řádky poezie nebo zjevně nesmyslné položky. Mohly by být například použity k oznámení bezpečného příjezdu agenta nebo zprávy do Londýna, nebo by mohly být pokyny k provedení operace v daný den. Byly použity například k mobilizaci odbojových skupin v hodinách před operací Overlord.

### Ostatní metody
V terénu mohli agenti někdy využít poštovní služby, i když ty byly pomalé, ne vždy spolehlivé a bylo téměř jisté, že bezpečnostní služby Osy otevřou a přečtou dopisy. Při výcviku se agenti učili používat různé snadno dostupné látky k výrobě neviditelného inkoustu, i když většinu z nich bylo možné odhalit zběžnou prohlídkou nebo skrýt zakódované zprávy zjevně nevinnými písmeny. Telefonní služby byly ještě jistější, že je nepřítel zachytí a odposlouchává a agent je mohl používat jen s velkou opatrností. 
Nejbezpečnějším způsobem komunikace v terénu byl kurýr. V dřívější části války byla většina žen vyslaných jako agentky v terénu zaměstnána jako kurýrky za předpokladu, že bude méně pravděpodobné, že budou podezřelé z nezákonných činností. 

## Vybavení

### Zbraně
Ačkoli SOE používalo některé tlumené zbraně, jako je karabina De Lisle a Welrod (speciálně vyvinuté pro SOE na Stanici IX), zastávala názor, že zbraně vydávané odbojářům by neměly vyžadovat rozsáhlý výcvik v jejich použití nebo by potřebovaly pečlivou údržbu. Hrubý a levný Sten byl oblíbený. Pro vydání velkým silám, jako jsou jugoslávští partyzáni, SOE použili ukořistěné německé nebo italské zbraně. Ty byly po tuniských a sicilských kampaních a kapitulaci Itálie k dispozici ve velkém množství a partyzáni mohli získat munici pro tyto zbraně (a Sten) z nepřátelských zdrojů. 
SOE se také držela zásady, že odbojáři budou spíše handicapováni, než aby jim pomáhala těžká technika, jako jsou minomety nebo protitanková děla. Ty byly nepohodlné na přepravu, bylo téměř nemožné je ukrýt a vyžadovaly kvalifikované a vysoce vyškolené operátory. Později ve válce, když odbojové skupiny uspořádaly otevřené povstání proti nepřátelské okupaci, byly některé těžké zbraně odeslány, například Maquis du Vercors. V takových případech byly dodány i zbraně jako standardní lehký kulomet Bren britské armády. 
Většina agentů SOE absolvovala školení o ukořistěných nepřátelských zbraních, než byli posláni na území okupované nepřítelem. Obyčejní agenti SOE byli také vyzbrojeni ručními zbraněmi získanými v zahraničí, jako byly od roku 1941 různé americké pistole a v roce 1944 velké množství španělské Llama ráže .38 ACP. Taková byla poptávka SOE po zbraních, zásilka 8 000 Beseller - zbraně Molina ráže .45 byly zakoupeny z Argentiny, zřejmě se zprostředkováním USA. 
Agentům SOE byl vydán bojový nůž Fairbairn-Sykes, který byl vydán také Commandos. Pro specializované operace nebo použití v extrémních podmínkách SOE vydala malé bojové nože, které mohly být skryty v patě boty z tvrdé kůže nebo klopou kabátu. Vzhledem k pravděpodobnému osudu agentů zajatých Gestapem, SOE také maskovala sebevražedné pilulky jako knoflíky na kabátech.  

### Sabotáže

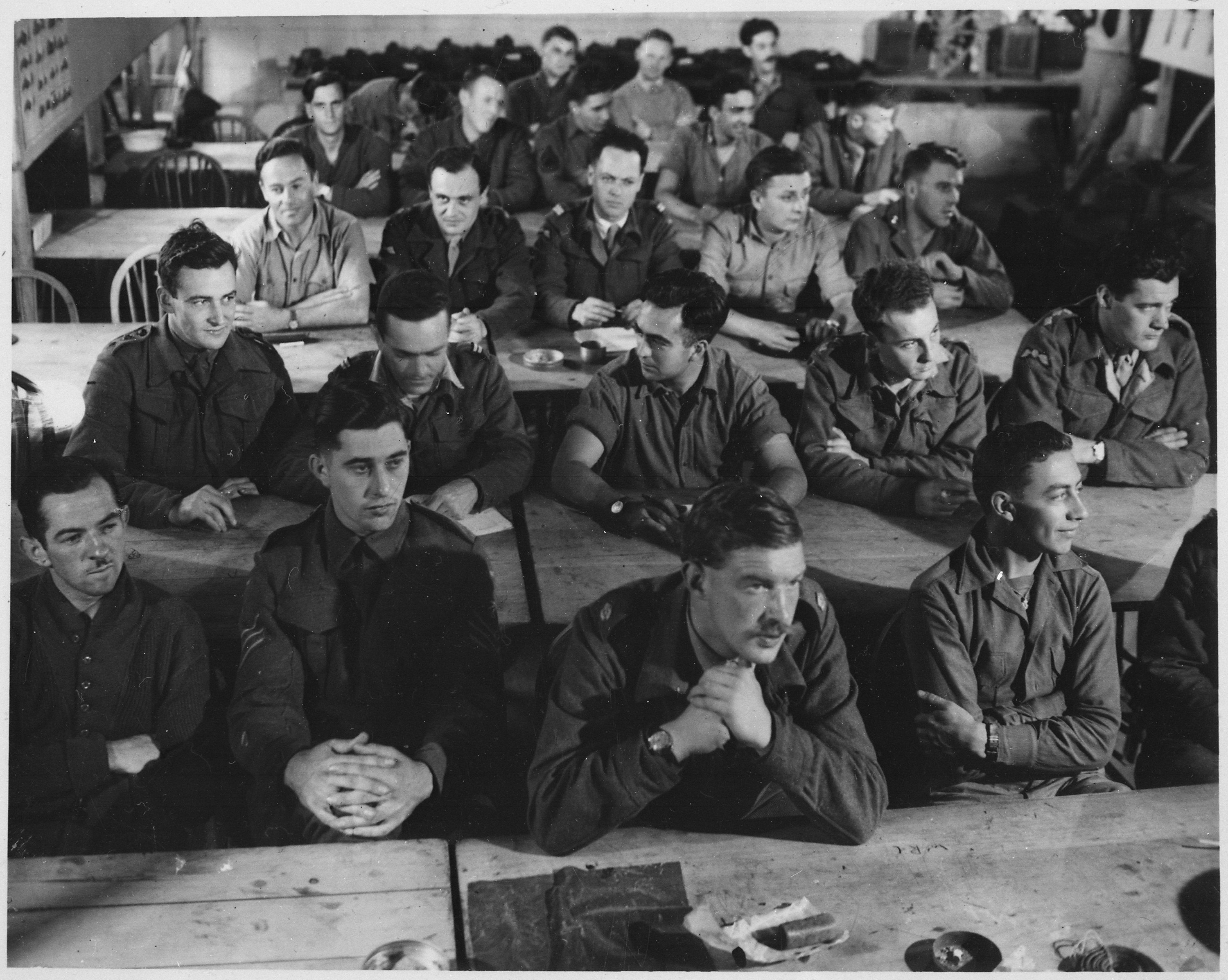
Přednáška pro budoucí agenty SOE v demoliční třídě, Milton Hall, 1944

SOE vyvinulo širokou škálu výbušných zařízení pro sabotáže, jako jsou přídavné miny, tvarované nálože a časové roznětky, které byly také široce používány jednotkami Commandos. Většina z těchto zařízení byla navržena a vyrobena v The Firs. Časová tužka, kterou vynalezl A. G. Langley, první velitel stanice XII v Astonu, byl použit k tomu, aby dal sabotérovy čas na útěk po nasazení nálože a jeho přenášení a používání bylo mnohem jednodušší než zapálené roznětky nebo elektrické rozbušky. Spoléhaly se na rozdrcení vnitřní lahvičky s kyselinou, která pak zkorodovala přídržný drát, což někdy způsobilo nepřesnost v chladných nebo horkých podmínkách. Později bylo zavedeno v L-Delay, které místo toho umožňovalo olověnému přidržovacímu drátu “plížit se”, dokud se nezlomil a nebyl tak ovlivněn teplotou. 
SOE byla průkopníkem plastické trhaviny. (termín “plastique” pochází z plastické trhaviny zabalené SOE pro Francii, ale místo toho převezené do Spojených států). Plastické trhaviny lze varovat a řezat tak, aby vykonávaly téměř jakýkoli demoliční úkol. Byla také inertní a vyžadovala silnou rozbušku, která by způsobila její explozi, a proto byla bezpečná pro přepravu a skladování. Používal se ve všem, od bomb do aut až po explodující krysy určené k ničení kotlů na uhlí. 
Jiné, jemnější sabotážní metody zahrnovaly maziva protkaná brusným materiálem, určená pro zavedení do olejových systémů vozidel, nápravových skříní železničních vagónů atd., zápalné látky maskované jako neškodné předměty, výbušný materiál ukrytý v hromadách k ničení lokomotiv a nášlapné miny maskované jako kravský nebo sloní trus. Na druhé straně byly některé sabotážní metody extrémně jednoduché, ale účinné, jako například použití perlíků k rozbití litinovým montáží strojů. 

### Ponorky
Stanice IX vyvinula několik miniaturních ponorných plavidel. Ponorka Welman a Šípková Růženka byly útočné zbraně určené k rozmístění výbušných náloží na kotvící nepřátelská plavidla nebo do jejich blízkosti. Welman byl použit jednou nebo dvakrát v akci, ale bez úspěchu. Welfreighter měl dodávat zásoby na pláže nebo zátoky, ale také selhal. 
Jednotka námořních zkoušek byla zřízena v západním Walesu v Goodwicku Fishguardem (Stanice IXa), kde byla tato plavidla testována. Koncem roku 1944 byly lodě odeslány do Austrálie Allied Intelligence Bureau (SRD) k tropickým testům. 

### Jiné
SOE také oživil některá středověká zařízení, jako je Caltrop, který mohl být použit k prasknutí pneumatik vozidel nebo ke zranění pěšáků, a košík poháněných několika gumovými pásy ke střelbě zápalných šroubů. Existovaly dva typy, známé jako “Big Joe” a “Li`L Joe”. Měly kostru z trubkové slitiny a byly navrženy tak, aby byly skládací pro snadné ukrytí. 
Důležitou sekcí SOE byl Operační výzkum, který pracoval převážně ze stanice IX, ale využíval i zařízení ze stanice XII a velitelství. Působila prostřednictvím Sekce uživatelských zkoušek a později sekce výzkumu zásobování vzduchem a byla formálně zřízena v srpnu 1943. Sekce měla odpovědnost jak za vydávání formálních požadavků a specifikaci příslušným úsekům vývoje a výroby, tak za testování prototypů zařízení v polních podmínkách. Zajistilo, že provozní požadavky byly řádně posouzeny, prováděny zkoušky a monitorována kvalita. V období od 1. listopadu 1943 do 1. listopadu 1944 oddíl testoval 78 zařízení. Některé z nich byly zbraně, jako je Sleeve gun nebo pojistky nebo adhezní zařízení k použití při sabotážích, jiné byly užitkové předměty, jako jsou vodotěsné kontejnery na sklady, které lze shodit padákem, nebo noční brýle (lehké dalekohledy s plastovými čočkami). Z testovaných zařízení bylo 47% přijato k použití s malou nebo žádnou úpravou, 31% bylo přijato až po značné úpravě a zbývajících 22% bylo zamítnuto.
Než byly v roce 1943 formalizovány postupy výzkumu a vývoje SOE, byla vyvinuta řada více či méně užitečných zařízení. Některá z nápaditějších zařízení vynalezených SOE zahrnovala explodující pera s dostatkem výbušné síly k proražení díry v těle nositele nebo zbraně ukryté. Tabákových dýmkách, ačkoli neexistuje žádný záznam o tom, že by některá z nich byla použita v akci. Stanice IX vyvinula miniaturní skládací motorku (Welbike) pro použití parašutisty, i když byla hlučná a nápadná, používala vzácný benzín a na nerovném terénu byla málo použitelná.     

## Doprava
Evropský kontinent byl z velké části uzavřen běžnému cestování. I když bylo v některých případech možné překročit hranice z neutrálních zemí, jako bylo Španělsko nebo Švédsko, bylo to pomalé a byly problémy s porušením neutrality těchto zemí. SOE se při pohybu osob, zbraní a vybavení muselo z velké části spoléhat na vlastní leteckou nebo námořní dopravu. 

### Vzduch
SOE se u svých letadel musela většinou spoléhat na RAF. To bylo zapojeno do sporů s RAF od jeho počátků. V lednu 1941 byl zamýšlený přepad (operace Savanna) proti posádce německé letecké skupiny “pathfinder” poblíž Vannes v Bretani zmařen, když vícemaršál letectva Charles Portal, náčelník štábu letectva, z morálních důvodů namítal proti tomu, co říkal. Považování za vrahy, ačkoli Portalovy námitky byly později překonány a Savanna byla neúspěšně provedena. Od roku 1942, kdy se letecký maršál Arthur Harris (“Bombarďák Harris”) stal vrchním velitelem RAF, důsledně odolával odklonu nejschopnějších typů bombardéru pro účely SOE.
První letouny SOE byly dva Armstrong Whitworth Whitley, patřící k 419. peruti RAF, která vznikla v září 1940. V roce 1941 byly jednotky pro SOE rozšířeny o 138. peruť RAF. V únoru 1942 se k nim připojila 161. peruť RAF. 161. peruť létala s agenty a vyzvednutími, zatímco 138. peruť dodávala zbraně a zásoby na padácích. Let “C” od 138. perutě se později stal 1368. letkou polského letectva, která se připojila k 624. peruti létající na Halifaxech ve Středozemním moři. V pozdějších fázích války několik perutí armádního letectva Spojených států provozovalo Douglas C-47 Skytrain ve Středozemním moři, ačkoli do té doby jejich operace přešli z vlastní SOE na “balkánskou terminálovou leteckou službu”. Tři speciální eskadry operovaly na Dálném východě s použitím různých letadel, včetně velmi dlouhého doletu Consolidated B-24 Liberator. 

#### RAF Tempsford
161. a 138. peruť měla základnu v RAF Tempsford Bedfordshire, i když 161. peruť se často pohybovala vpřed na letiště RAF Tangmere, blízko pobřeží v západním Sussexu, aby zkrátila své lety. Letiště v Tempsford se stalo nejtajnější základnou RAF. (Tempsford byl pro účely bombardovacího velitelství odmítnut Harrisem v březnu 1942, protože se často podmával.) Letiště Tempsford bylo navržené tak, aby vypadalo jako obyčejná fungující farma. SOE použila chatu Tangmere, naproti hlavnímu vchodu na základnu. Agenti SOE byli ubytováni v místním hotelu, než byli převezeni do zemědělských budov “Gibraltar Farm” v obvodové dráze letiště. Po závěrečných instruktážích a kontrolách na farmě dostali agenti ve stodole střelné zbraně a poté nastoupili do čekajícího letadla. 
Prvním úkolem perutí bylo odvézt do Francie agenty, kteří mohli vybrat vhodná pole pro jejich letadla. Většina z těchto agentů byli francouzští expantrianti, z nichž někteří byli piloty ve francouzské Armée de l`Air. Jakmile byl agent na místě a vybral si řadu potenciálních polí, 161. peruť dopravila agenty SOE, bezdrátové vybavení s operátory a zbraně a odvezla francouzské politické vůdce, vůdce odporu nebo jejich rodinné příslušníky a sestřelené spojenecké letce do Británie. Mezi nimi obě eskadry přepravili 101 agentů do okupované Francie a zajistily 128 agentů, diplomatů a letců z okupované Francie. 

#### Operace 161. perutě

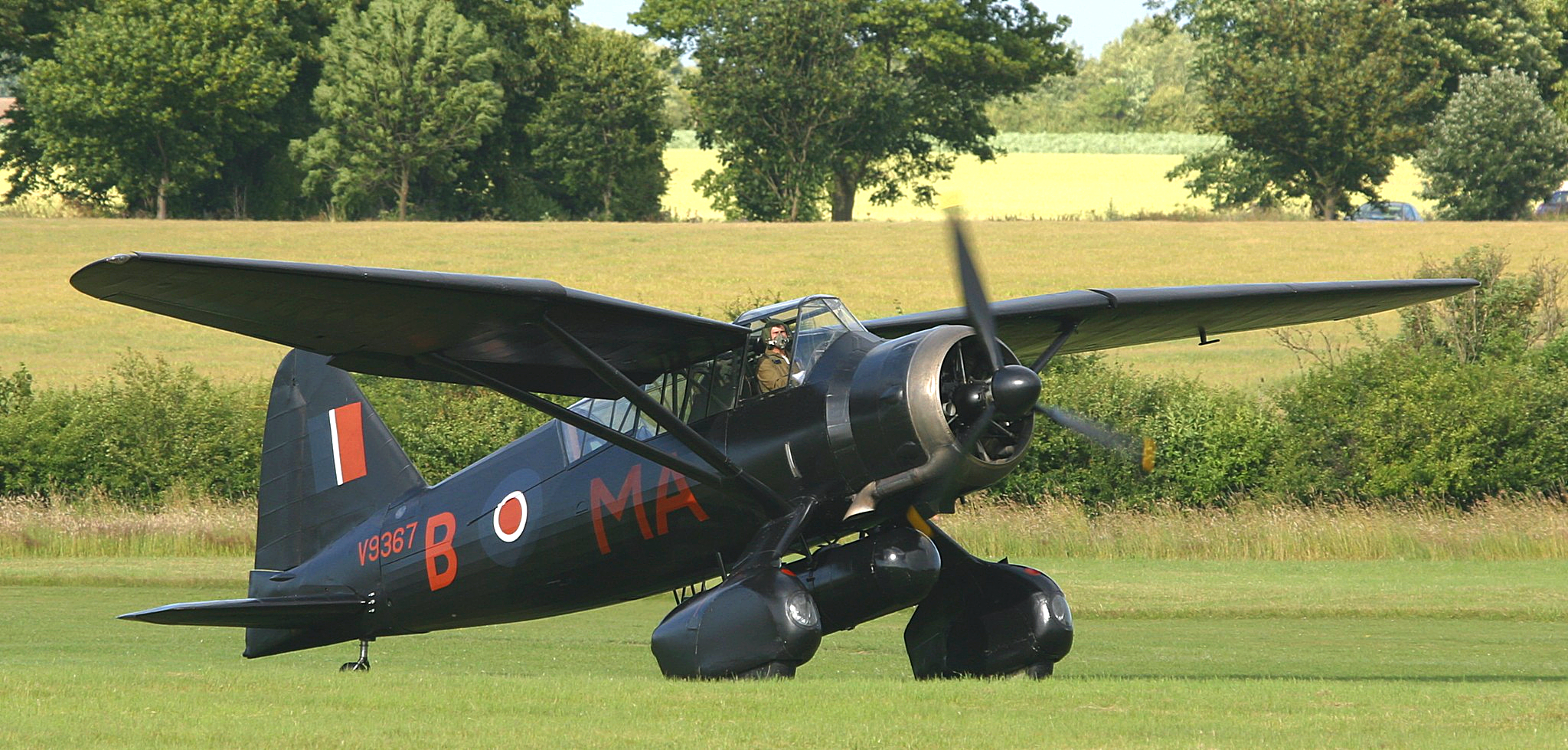
Westland Lysander Mk. III, typ používaný pro speciální mise do okupované Francie během Druhé světové války

Hlavním letounem 161. perutě byl Westland Lysander. To se ovládalo velmi dobře při nízké rychlosti a mohlo přistát od místa dosednutí k místě otočení na pouhých 140 metrů. Měl dolet 1100 km a mohl přepravovat jednoho až tři cestující v zadní kabině a schovávat se v kufru pod trupem. Létal na něm jediný pilot, který musel navigovat, takže mise se musely létat za jasných nocí s úplňkem nebo téměř v úplňku. Špatné počasí často zmařilo mise, nebezpečí představovaly i německé noční stíhačky a piloti při přistání nikdy nemohli vědět, zda je přivítá odboj nebo Gestapo. 
Postup, jakmile Lysander dosáhl svého cíle, popsal velitel letky Hugh Verity. Jakmile letadlo dorazilo na letiště, agent na zemi signalizovat letadlu blikáním předem připraveného kódového písmene v morseovce. Letadlo by odpovědělo mrknutím příslušného písmene odpovědi na kód. Agent a jeho muži pak označili pole rozsvícením tří přistávacích světel, což byly baterky připevněné ke sloupům. Lampa “A” byla u základny přistávací plochy. 150 metrů za ním a ve větru bylo světlo “B” a 50 metrů vpravo od “B” bylo světlo “C”. Tři světla tvořila obrácené “L” se světly “B” a “C” proti větru od “A”. Po schválení kódu pilot přistál s letadlem. Potom pojížděl zpět k lampě ”A”, kde cestující slézali po pevném žebříčku na zem, často zatímco pilot pomalu zatáčel. Před odjezdem poslední cestující odevzdal zavazadla a poté si vzal na palubu odchozí zavazadla, než také slezl po žebříku. Poté by odcházející cestující vylezli na palubu a letadlo by odstartovalo. Celá výměna může trvat jen 3 minuty.
Lockheed Hudson měl dolet 320 km nebo větší a mohl přepravit více cestujících (deset nebo více), ale vyžadoval přistávací dráhy více než dvojnásobné délky oproti délce potřebné pro Lysander - 320 m vs. 140 m. V letadle seděl i navigátor, aby ulehčili práci pilotovi a mohl být také vybaven navigačním zařízením, jako je návaděcí vysílač a přijímač “Rebecca” transpondačního radarového systému Rebecca/Eureka. Použití Hudsonu u 161. perutě bylo vyvinuto Charlesem Pickardem a Hughem Veritym. Pickard zjistil, že pádová rychlost Hudsonu byla ve skutečnosti asi o 32 km/h nižší, než uváděl manuál. Než byl 13. ledna 1943 poprvé použit, musela 161. peruť poslat dva letouny Lysander, v tom, čemu se říkalo “dvojka”, pokud bylo potřeba vyzvednout větší skupiny.

#### Operace 138. perutě a dalších perutí zvláštního určení
Hlavním úkolem 138. perutě bylo doručování vybavení a příležitostně agentů na padácích. Létala na různých letadlech typu bombardérů, často upravených s přídavnými nádržemi a kryty výfuku potlačujícími plameny: Armstrong Whitwirth Whitley do listopadu 1942, Handley Page Halifax a později Short Stirling. Stirling mohl nést velmi velký náklad (18 kontejnerů), ale letoun s nejdelším doletem byl Halifax, který když měl základnu v Itálii, mohl dosáhnout zón seskoku až do východního Polska. 
Náklady byly obvykle shazovány padákem ve válcových kontejnerech. Typ “C” byl dlouhý 180 cm a při plném naložení mohl vážit až 102 kg. Typ “H” byl celkově stejně velký, ale mohl být rozdělen do pěti menších sekcí. To usnadnilo přenášení a ukrývání, ale nemohlo být nabito dalšími břemeny, jako jsou pušky. Některé inertní náklady, jako jsou boty a přikrývky, byly “volně” shozeny, tj. jednoduše vyhozeny z letadla svázané dohromady bez padáku, často na nebezpečí jakékoli přijímací skupiny na zemi. 

#### Lokalizační a naváděcí zařízení
některá zařízení používaná SOE byla navržena tak speciálně k navádění letadel na přistávací dráhy a zóny shozu. Taková místa mohl agent na zemi označit ohněm nebo cyklických lampami, ale to vyžadovalo dobrou viditelnost, protože pilot nebo navigátor letadla musel nejen zaznamenat pozemní signály, ale také se orientovat podle viditelných orientačních bodů. Mnoho přistání nebo shozů bylo zmařeno špatným počasím. K překonání těchto problémů použila SOE a spojenecké vzdušné síly transpondující radar Rebecca/Eureka, který umožnil Hudsonovi nebo většímu letadlu dostat se na místo na zemi i za špatného počasí. Po agenty nebo odbojáře však bylo obtížné nést nebo ukrývat pozemní transpondové zařízení “Eureka”. 
SOE také vyvinula S-Phone, který umožňoval pilotovi nebo radistovy na palubě letadla komunikovat hlasem s “přijímacím výborem”. Kvalita zvuku byla dost dobrá na to, aby byly hlasy rozeznatelné, takže mise mohla být přerušena v případě jakýchkoli pochyb o identitě agenta. 

### Moře
SOE také zažilo potíže s Royal Navy, kteří obvykle nebyli ochotni dovolit SOE používat své ponorky nebo motorové torpédové čluny k doručování agentů nebo vybavení. Ponorky jsou považovány za příliš cenné na to, aby riskovaly v dosahu nepřátelské pobřežní obrany. Mohly také nést jen malé množství agentů ve velkém nepohodlí a mohli vyloďovat náklady pouze na malých člunech nebo kánoích, což ztěžovalo přistání velkého množství vybavení. SOE je nicméně používala v Indickém oceánu, kde kvůli vzdálenostem nebylo možné použít jakékoli menší plavidlo. 
Plavidla používaná SOE během rané části války byla tajná plavidla, jako jsou rybářské čluny nebo kajak. Mohly shromáždit jako nevinní místní řemeslníci a nést velké množství nákladu. Měly také výhodu, že byly z velké části mimo kontrolu admirality. První malá první malá řemeslná organizace SOE, která byla založena v ústí řeky Helford v Cornwallu, však trpěla obstrukcemi ze strany SIS, která měla poblíž podobné soukromé námořnictvo. Nakonec na jaře 1943 admiralita vytvořila zástupce ředitele operací (nepravidelný), aby dohlížel na všechna taková soukromá námořnictva. Tento důstojník ukázal být bývalým velitelem plavidla SIS v ústí Helfordu, ale jako nástupce, který měl na starosti základnu SIS v Helfordu, spolupracoval s flotilou SOE mnohem lépe. Zatímco SIS a SOE (a MI9) přistály a nalodily několik desítek agentů, uprchlíků a spojeneckého leteckého personálu, nebylo možné přepravit velké množství zbraní a vybavení do vnitrozemí z pláží v silně hlídaných pobřežních oblastech, dokud nebyla Francie téměř osvobozena. 
SOE také používala HMS Fidelity, maskovaní ozbrojenou obchodní loď provozovanou nezávislou skupinou vysídlených Francouzů, vedenou Lt. Cdr. Jackem Langlaisem. Spolu s belgickým agentem Albertem Guérisse, zakladatelem únikové cesty Pat O`Leary, podnikla Fidelity v roce 1941 několik tajných misí v západním Středozemí. 
Po německé okupaci Norska se mnoho norských obchodních námořníků a rybářů vydalo do Británie. SOE jich naverbovala několik, aby udržovala spojení s Norskem, pomocí rybářských člunů ze základny na Shetlandských ostrovech. Služba se stala tak spolehlivou, že se stala známou jako Shetland Bus. Jeden z jeho člunů a posádek zahájil odvážný, ale neúspěšný útok proti německé bitevní lodi Tirpitz. Podobná organizace řídila mise do okupovaného Dánska (a neutrálního Švédska) z východního pobřeží Británie. “Shetland Bus” nebyl schopen provozu pouze během velmi dlouhých hodin denního světla v arktickém létě, protože hrozilo, že pomalé rybářské lodě budou napadeny hlídkujícími německými letadly. Na konci války získala jednotka pro takové mise tři rychlé stíhače ponorek. Přibližně ve stejnou dobu SOE také získala MTB a motorové čluny pro flotilu Helford. 
SOE také používal feluky k udržování komunikace mezi Alžírem a jižní Francií a Korsikou a některými kajaky v Egejském moři. 

## Operace

### Francie
Ve Francii byla většina agentů řízena dvěma sekcemi zemí se sídlem v Londýně. Sekce F byla pod kontrolou SOE, zatímco sekce RF byla napojena na exilovou vládu Svobodné Francie Charlese de Gaulla. Většina rodilých francouzských agentů sloužila v RF. Existovaly také dvě menší sekce: sekce EU/P, která se zabývala polskou komunitou ve Francii a sekce DF, která byla zodpovědná za zřizování únikových cest. Během druhé poloviny roku 1942 byla v Alžírsku založena další sekce známá jako AMF, která měla působit v jižní Francii. 
Dne 5. května 1941 se Georges Bégué (1911-1993), radista, stal prvním agentem SOE, který seskočil na padáku do Němci okupované Francie. Američanka Virginia Hallová, která přijela lodí v srpnu 1941, byla první ženou, která sloužila delší dobu ve Francii. André Borrel (1919-1944) a Lise de Beisac (1905-2004) se 24. září 1942 staly prvními ženami, které seskočily padákem do Francie. Typický tým sítě sestával z organizátora (vedoucího), radista a kurýra. Agenti vykonávali různé funkce včetně instruktorů zbraní a sabotáží, kurýra, styčných důstojníků a radistů. Mezi prvním Béguéovým výsadkem v květnu 1941 a srpnem 1944 poslalo více než 400 agentů se kde F. O život přišlo 104 agentů sekce F, většinou zajetím a popravou Němci. RF poslal přibližně stejný počet agentů; AMF jich poslalo 600 (ačkoli ne všichni patřili SOE). EU/P a DF vyslaly každá několik desítek agentů. 
Některé sítě byly kompromitovány německými bezpečnostním složkami, zejména SD a Gestapem se ztrátou mnoha agentů. Zejména agenti byli nadále posíláni do sítě “Prosper” v čele s Francisem Suttillem celé měsíce poté, co ji ovládli Němci a většina jejích agentů byla zajata. Mnoho lidí obvinili šéfa sekce F Maurice Buckmastera, protože neviděl známky toho, že síť byla kompromitována. 
Na podporu spojenecké invaze do Francie v Den D v červnu 1944 doplnily SOE a OSS své agenty tím, že v rámci operace Jedburgh letecky vysadily tříčlenné skupiny uniformovaného personálu do Francie. Měli spolupracovat s francouzským odbojem na koordinaci rozšířených zjevných (na rozdíl od tajných) aktů odporu. Nakonec bylo vysazeni 100 mužů a 6000 tun zásob (4000 tun bylo shozeno během let před Dnem D) ve stejné době byly všechny působící sekce ve Francii (kromě EU/P) nominálně umístěny pod velitelství se sídlem v Londýně s názvem État-major des Forces Françaises de l`Intérieur (EMFFI). 
Trvalo mnoho týdnů, než se plně vyhodnotil přínos SOE a týmů z Jedburghu k vylodění v Normandii, ale když to přišlo, potvrdilo to Gubbinsovo přesvědčení, že pečlivě naplánovaná sabotáž by mohla ochromila moderní armádu. Štáb generála Eisenhowera na vrchním velitelství spojeneckých expedičních sil uvedl, že Jedburghům se “podařilo uvalit více či méně závažné zpoždění na všechny divize přesunuté do Normandie”. To zabránilo Hitlerovi vrátit úder v rozhodující otevírací době operace Overlord. Nejvýraznějším příkladem bylo zpoždění 2. tankové divize SS, řekl Eisenhowerův štáb a přidal velmi osobní podporu, souhlasil s tím, že práce provedena pod Gubbinsovým vedením hrála “velmi významnou roli v našem úplném a konečném vítězství”. 
Mnoho agentů bylo zajato, zabito v akci, popraveno nebo zemřelo v německých koncentračních táborech  více než jedna třetina ze 41 agentek sekce F válku nepřežila; počet mrtvých více než 400 mužských agentů byl čtvrtinový a počet tisíců Francouzů pomáhajících agentům SOE a sítím byla asi pětina. Ze 119 agentů SOE zajatých Němci a deportovaných do koncentračních táborů v Německu přežilo pouze 23 mužů a 3 ženy.  

### Polsko

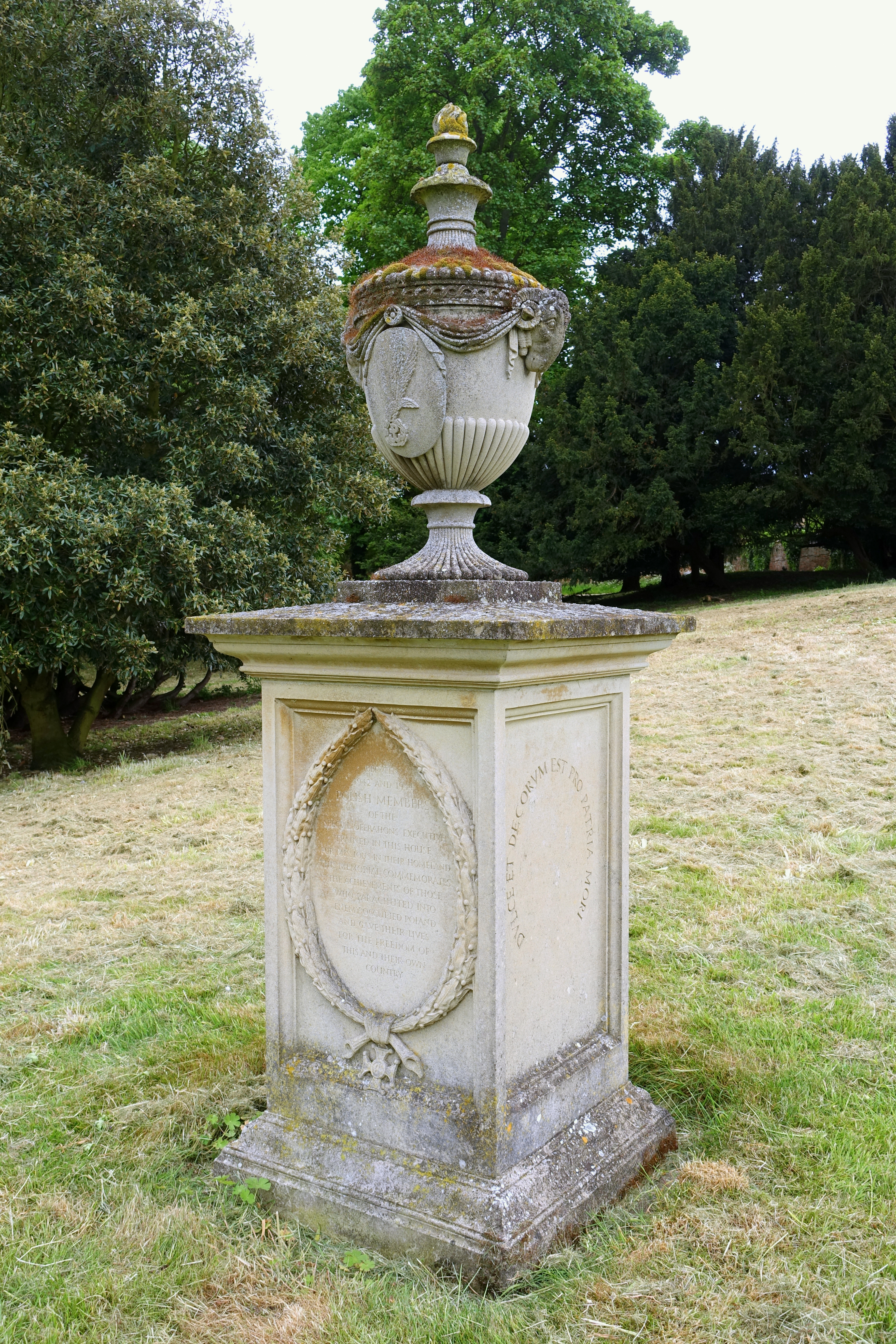
Pamětní sloup věnovaný polským členům SOE

SOE nepotřebovalo podněcovat polský odpor, protože na rozdíl od vichistických Francouzů Poláci v drtivé většině odmítli kolaborovat nacisty. Brzy ve válce Poláci založili polskou domácí armádu, vedenou tajnou vládou odporu známou jako Polský tajný stát. Přesto bylo mnoho členů SOE Poláků a polský odboj s nimi hojně spolupracoval. 
SOE asistovala polské exilové vládě s výcvikovými zařízeními a logistickou podporou pro jejich 605 agentů speciálních sil známých jako Cichociemni neboli “temní a tiší”. Členové jednotky, která měla základnu v Audley End House, Essex, byli před seskokem na padácích do okupovaného Polska důsledně vycvičeni. Kvůli vzdálenosti spojené s leteckou dopravou do Polska byla v polských operacích, jako je operace Wildhorn III, použita přizpůsobená letadla s extra kapacitou paliva. Sue Ryder si na počest těchto operací zvolila titul baronka Ryder z Varšavy. 
Členka Secret Intelligence Service Krystyna Skarbek byla zakládající členkou SOE a pomohla založit buňku polských špionů ve střední Evropě. Vedla několik operací v Polsku, Egyptě, Maďarsku (s Andrzejem Kowerskim) a Francii, přičemž často využívala neochvějně protinacistickou polskou krajanskou komunitu jako bezpečnou mezinárodní síť. Neoficiální krycí agenti Elzbieta Zawacka a Jan Nowak-Jezioranski zdokonalila kurýrní trasu Gibraltaru z okupované Evropy. Maciej Kalenkiewicz byl vysazen padákem do okupovaného Polska, Al byl zabit Sověty. Polský agent byl nedílnou součástí operace SOE Foxley, plánu zavraždit Hitlera. 
Díky spolupráci mezi SOE a polskou domácí armádou mohli Poláci v červnu 1942 doručit první spojenecké zpravodajské informace o holocaustu do Londýna. Witold Pilecki z Polské domácí armády navrhl společnou operaci s SOE s cílem osvobodit Osvětim, ale Britové to odmítli jako neproveditelné. Společné anglo-polské operace poskytly Londýnu životně důležité informace o raketě V-2, přesunech německých jednotek na východní frontě a sovětských represích vůči polským občanům. 
Perutě zvláštních operací RAF byly vyslány do Polska, aby pomohly Varšavskému povstání proti nacistům. Povstání bylo poraženo se ztrátou 200 000 obětí (většinou německé popravy polských civilistů) poté, co blízká Rudá armáda odmítla vojenskou pomoc Polské domácí armádě. Letům zvláštních operací RAF byla odepřena práva na přistání na sovětských letištích poblíž Varšavy, i když vyžadovala nouzová přistání po poškození v bitvě. Na tyto lety útočily i sovětské stíhačky, navzdory oficiálnímu statusu SSSR ke spojencům. 

### Německo
Kvůli nebezpečí a nedostatku přátelského obyvatelstva bylo v samotném Německu provedeno několik operací. Německá a rakouská sekce SOE byla po většinu války řízena podplukovníkem Ronaldovi Thornleym a zabývala se hlavně černou propagandou a administrativní sabotáží ve spolupráci s německou sekcí výkonného výboru politické války. Po Dni D byla sekce reorganizována a rozšířena, ředitelství vedl generálmajor Gerald Templer, jehož zástupcem byl Thornley. 
Bylo naplánováno několik velkých operací, včetně operace Foxley, plánu na atentát na Hitlera, a operace Periwig, důmyslného plánu na simulaci existence rozsáhlého protinacistického hnutí odporu v Německu. Foxley nebyla nikdy provedena, ale Periwig pokračovala navzdory omezením ze strany SIS a SHAEF. Několik německých válečných zajatců bylo vycvičení jako agenti, instruováni k navázání kontaktu s protinacistickým odbojem a k provádění sabotáží. Poté byli vysazeni padákem do Německa v naději, že se buď odevzdají gestapu, nebo budou jimi zajati a prozradí své předpokládané poslání. Falešné kódované bezdrátové přenosy byly vysílány do Německa a různé části vybavení agentů, jako jsou kódové knihy a bezdrátové přijímače, se mohly dostat do rukou německých úřadů.
V Rakousku se kolem kaplana Heinricha Maiera vytvořila odbojová skupina. Maierova skupina byla velmi brzy informována o masovém vraždění Židů prostřednictvím kontaktů s továrnou Semperit u Osvětimi. SOE byla v kontaktu s touto odbojovou skupinou prostřednictvím svého kolegy G. E. R. Gedye v roce 1943, ale nebyla přesvědčena o spolehlivosti kontaktu a kvůli obavám o bezpečnost nespolupracovala.  

### Nizozemsko

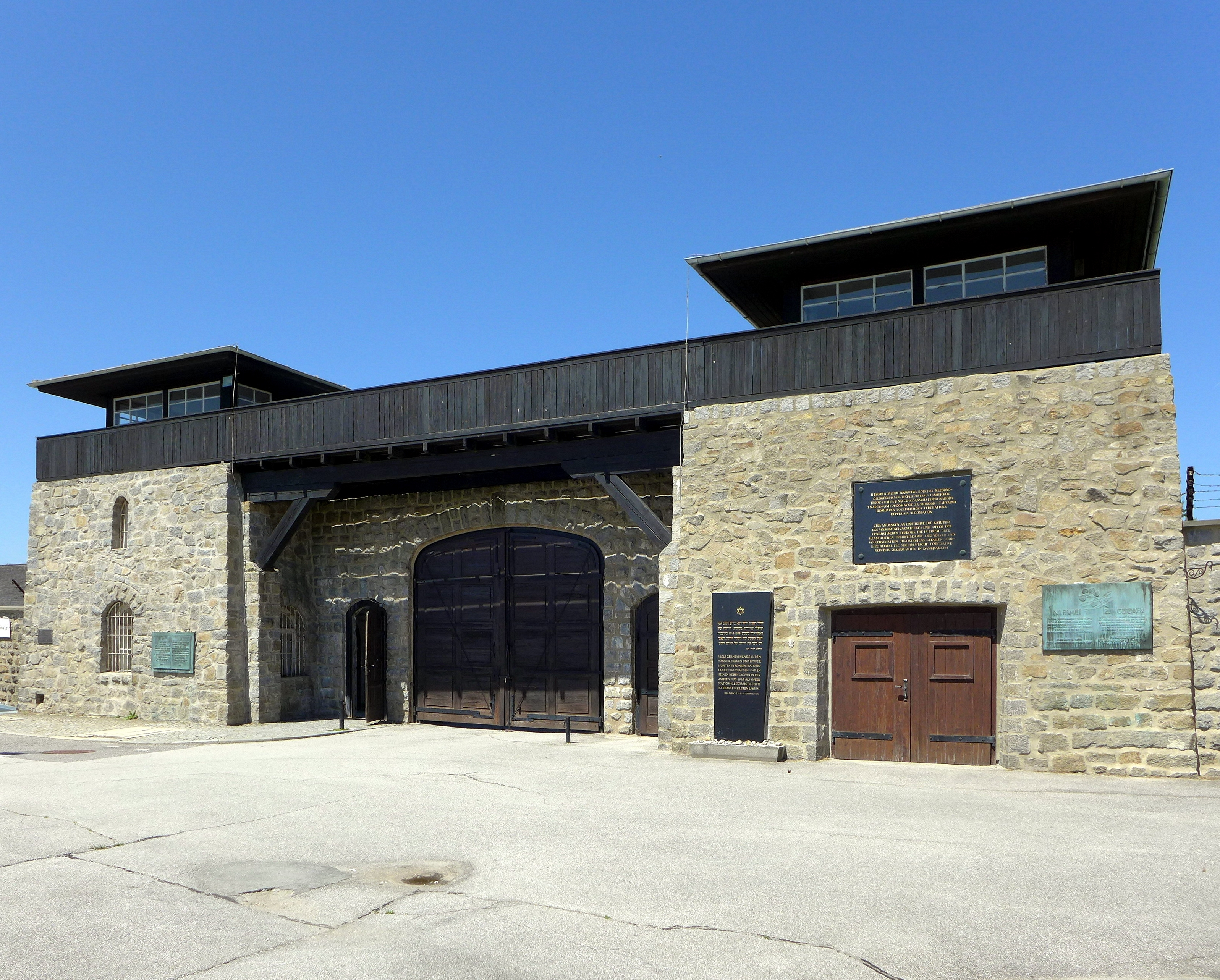
Vstupní brána koncentračního tábora Mauthausen

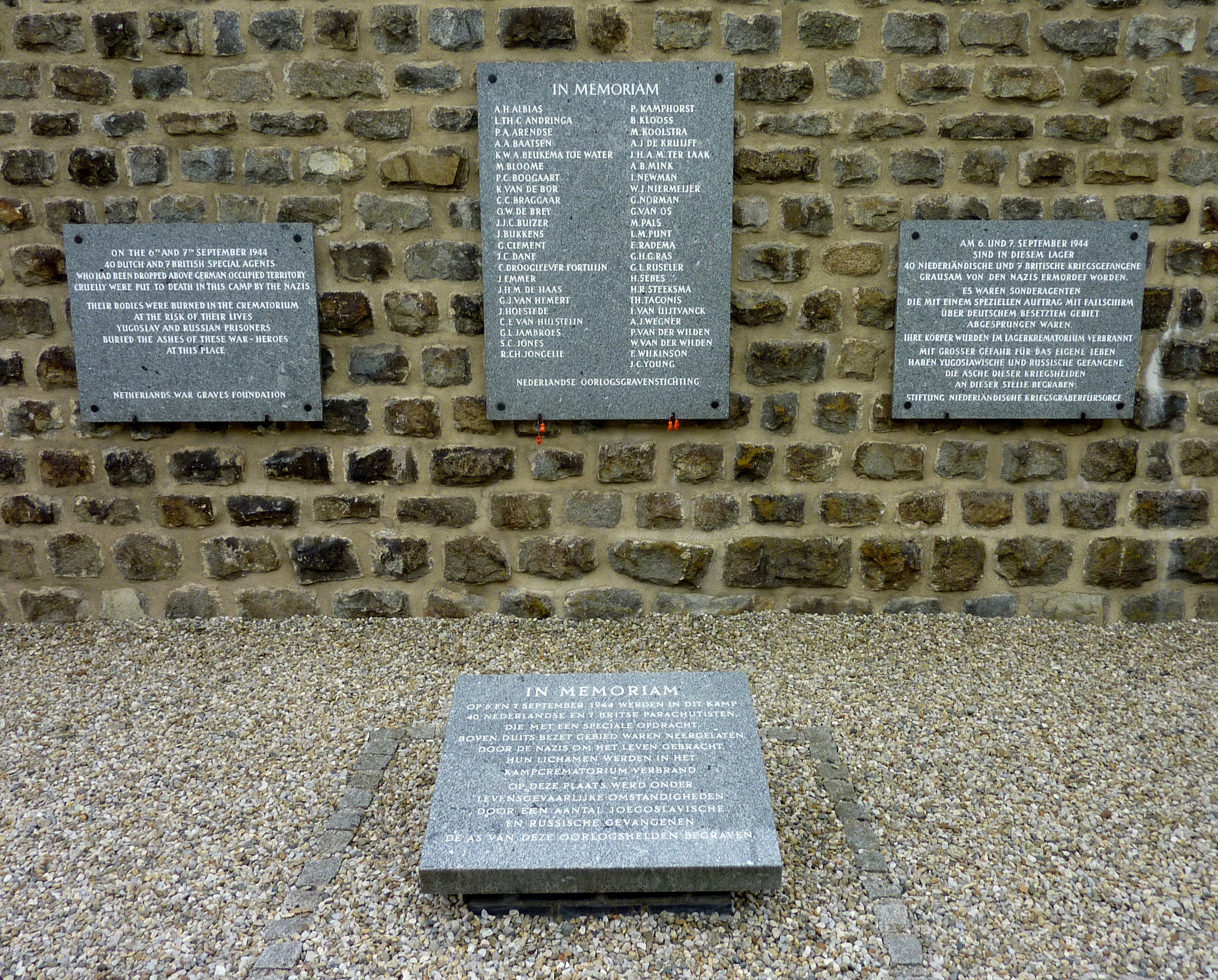
Pamětní deska věnovaná nizozemským agentům, kteří zde byli popraveni

Sekce N SOE provozovala operace v Nizozemsku. Dopustili se jedněch z nejhorších chyb SOE v oblasti bezpečnosti, které Němcům umožnili zaujmout mnoho agentů a mnoho sabotážního materiálu, v tom, co Němci nazývali “Anglická hra”. SOE ignorovala absenci bezpečnostních kontrol v rádiových přenosech a další varování, že Němci provozují údajné sítě odporu. Němci chytili celkem 50 agentů a přivedli je do tábora Haaren na jihu Nizozemska. Pěti zajatých mužům se podařilo z tábora uprchnout. Dva z nich, Pieter Dourlein a Ben Ubbink, uprchli 29. srpna 1943 a našli cestu do Švýcarska. Tam, nizozemské velvyslanectví poslalo zprávy přes jejich kontrolované soustavy do Anglie, že SOE Nizozemsko bylo kompromitováno. SOE vytvořila nové propracované sítě, které pokračovaly v provozu až do osvobození Nizozemská na konci války. V září 1944, když spojenecké vojenské síly postupovaly do Nizozemska, byli zbývající zajatí agenti SOE odvezeni Němci z tábora Haaren do koncentračního tábora Mauthausen a popraveni. 
Od září 1944 do dubna 1945 působilo v Nizozemsku také osm týmů Jedburgh. První tým s krycím názvem “Dudley” seskočil padákem na východ Nizozemska týden před operací Market Garden. Další čtyři týmy byly připojeny k vzdušným silám, které provedly operaci Market Garden. Po neúspěchu Market Garden jeden tým Jedburghu vycvičil (bývalé) muže odporu na osvobozeném jihu Nizozemska. V dubnu 1945 začal fungovat poslední dva týmy z Jedburghu. Jeden tým s kódovým názvem “Hazardní hry” byl kombinovanou skupinou Jedburgh/Special Air Service (SAS), která byla vysazena do středu Nizozemska, aby pomohla spojeneckému postupu. Poslední tým byl vysazen padákem do severního Nizozemska v rámci operace SAS “Amherst”. Navzdory tomu, že působení v rovinatém a hustě obydleném Nizozemsku bylo pro Jedburgh velmi obtížné, týmům se docela dařilo. 

### Belgie
Sekce T vytvořila v Belgii několik účinných sítí, částečně organizovaných módním návrhářem Hardym Amiesem, který dosáhl hodnosti podplukovníka. Amies přizpůsobil názvy módních doplňků pro použití jako kódová slova a zároveň řídil jedny z nejvražednějších a nejkrutějších agentů v oboru. Rychlé osvobození země spojeneckými silami v září 1944 poskytlo odboji jen málo času na uskutečnění povstání. Pomáhali spojencům obejít německé zadní voje a umožnili spojencům dobýt neporušený životně důležitý přístav Antverpy. 
Poté, co byl Brusel osvobozen, Amies pobouřil své nadřízené tím, že v Belgii zřídil focení Vogue. V roce 1946 byl v Belgii povýšen na rytíře za svou službu u SOE a byl jmenován důstojníkem Řádu koruny.  

### Itálie
Jako nepřátelská země a údajně monolitický fašistický stát bez organizované opozice, kterou by SOE mohla využít, SOE v Itálii před polovinou roku 1943, kdy se Mussoliniho vláda zhroutila a spojenecké síly již obsadily Sicílii, vynaložili jen malé úsilí. 
O dva roky dříve, v dubnu 1941, se Peter Fleming v misi s kódovým označením “Yak” pokusil naverbovat agenty z mnoha tisíců italských válečných zajatců zajatých v kampani v Západní poušti. Žádného nenaverboval. Pokusy hledat mezi italskými přistěhovalci ve Spojených státech, Británii a Kanadě agenty, kteří by byli posláni do Itálie, měly podobně špatné výsledky. 
Během prvních tří let války byl nejdůležitější “epizodou” spolupráce mezi SOE a italským antifašismem projekt protifašistického povstání na Sardinii, které SOE v určité fázi podporovalo, ale nedostalo souhlas od zahraniční kanceláře. 
Po italském kolapsu pomohla SOE (v Itálii přejmenovaná na 1. speciální jednotku) vybudovat velkou odbojovou organizaci ve městech severní Itálie a v Alpách. Italští partyzáni obtěžovali německé síly v Itálii během podzimu a zimy 1944 a při ofenzívě na jaře 1945 dobyli Janov a další města bez pomoci spojeneckých sil. SOE pomáhala italskému odboji posílat britské mise do partyzánských formací a dodávat válečný materiál skupinám vlastenců, zásobování bez politických předsudků, a které také pomáhalo komunistickým formacím (Brigáda Garibaldi).
Koncem roku 1943 SOE založila základnu v Bari v jižní Itálii, ze které provozovala své sítě a agenty na Balkáně. Tato organizace měla kódové označení “Force 133”. To se později stalo “Force 266, rezervující 133 pro vedené z Káhiry spíše než z paty Itálie. Lety z Brindisi byly provozovány na Balkán a do Polska, zvláště poté, co byla kontrola z káhirského ústředí SOE získána a byla vykonávaná přímo Gubbinsem. SOE zřídila novou balících stanici pro padákové kontejnery v blízkosti základny Brindisi, po vzoru těch, které byly vytvořeny v Saffron Walden. Jednalo se o ME 54, továrnu zaměstnávající stovky lidí, jejíž americká (OSS) strana byla známa jako “Rajský tábor”.  

### Jugoslávie
V roce 1941 SOE významně pomohla v propagandě proti Ose a při přípravě jugoslávského státního převratu, který svrhl proosového regenta prince Paula. Po úspěšném probritském převratu následovala invaze Osy do Jugoslávie. V důsledku německé invaze a jugoslávské kapitulace se království Jugoslávie roztříštilo. Chorvatsko mělo značné proosové hnutí, Ustašovce. V Chorvatsku a ve zbytku Jugoslávie se zformovala dvě hnutí odporu: rojalističtí Četníci pod vedením Draži Mihajloviče a komunističtí partyzáni pod vedením Josipa Broze Tita. 
Mihajlovič byl první, kdo se pokusil kontaktovat spojence a SOE vyslala 20. září 1941 skupinu pod vedením majora “Marka” Hudsona. Hudson se také setkal s Titovými silami. Mezi významní členy této party patřil herec Christopher Lee. Prostřednictvím monarchistické vlády exilu SOE nejprve podporovala Četníky. Nakonec však kvůli zprávám, že Četníci byli méně efektivní a dokonce příležitostně spolupracovali s německými a italskými silami, byla britská podpora přesměrována, a to ještě před teheránskou konferencí v roce 1943. 
I když byly vztahy po celou válku často citlivé, lze tvrdit, že neochvějná podpora SOE byla faktorem v udržení neutrálního postoje Jugoslávie během Studené války. Účty se však mezi všemi historickými pracemi o “četnickém sporu” dramaticky liší. 

### Maďarsko
SOE nebyla schopna navázat spojení nebo kontakty v Maďarsku, než se režim Miklóse Horthyho spojil s mocnostmi osy. Vzdálenost a nedostatek takových kontaktů bránily jakékoli snaze SOE, dokud Maďaři sami nevyslali diplomata (László Veress) v tajném pokusu kontaktovat západní spojence. SOE mu usnadnila návrat několika vysílačkami. Než se spojenecké vlády mohly dohodnout na podmínkách, bylo Maďarsko umístěno pod německou vojenskou okupaci a Veress byl nucen uprchnout ze země. 
Dvě mise následně spadly “naslepo”, tj. Bez předchozí domluvy na přijímací setkání, se nezdařily. Stejně tak i pokus Basila Davidsona podnítit partyzánské hnutí v Maďarsku poté, čase tam dostal ze severovýchodní Jugoslávie. 

### Řecko
Řecko bylo nakonec obsazeno Osou po rozhodujícím vítězství nad Italy a významné obraně trvající několik měsíců, která také způsobila velké odklonění německých sil a následně zdržela invazi do Ruska. Toto byl první vážný neúspěch, které utrpěly síly Osy a vyústil v Churchillův výrok, že “od nynějška budeme říkat, že hrdinové bojují jako Řekové!”. V důsledku toho SIS a další zpravodajská organizace SIME odkazovaly od pokusů o sabotáž nebo odpor, protože by to mohlo ohrozit vztahy s Tureckem, ačkoli SOE udržovala kontakty s odbojovými skupinami na Krétě. 
Koncem roku 1942 zahájila SOE na popud armády svou první operaci s kódovým označením Operace Harling do Řecka ve snaze narušit železnici, která byla používaná k přesunu materiálů do německé tankové armády v Africe. Skupina pod vedením plukovníka (později brigádního generála) Eddieho Myerse, za pomoci Christophera Woodhouse, seskočila padákem do Řecka a objevila dvě partyzánské skupiny operující v horách: prokomunistickou ELAS a republikánskou EDES. 25. listopadu 1942 Meyersova skupina vyhodila do povětří jedno z rozpětí železničními viaduktu v Gorgopotamos, podporované 150 řeckými partyzány z těchto dvou organizací, kteří zaměstnali Italy, kteří viadukt střežili. Tím byla přerušena železnice spojující Soluň s Athénami a Pireem.   
Vztahy mezi odbojovými skupinami a Brity se zhoršily. Když Britové potřebovali znovu narušit železnici přes Řecko v rámci klamných operací předcházejících operaci Husky, spojenecké invazi na Sicílii, odbojové skupiny se odmítly zúčastnit, oprávněně se obávaly německých odvetnými opatření proti civilistům. Místo toho šestičlenná komanda z britské a novozélandské armády, vedená novozélandským podplukovníkem Cecilem Eduardem Barnesem, stavebním inženýrem, provedla 21. června 1943 zničení viaduktu Asopos. Dva pokusy Mikea Cumberlege nesplavnost Korintského průplavu skončila neúspěchem.   
EDES obdržel většinu pomoci od SOE, ale ELAS zajistil mnoho zbraní, když se Itálie zhroutila a italské vojenské síly v Řecku se rozpustily. ELAS a EDES vedly v roce 1943 krutou občanskou válku, dokud SOE nevyjednala nesnadné příměří (dohoda s Plaky)  
méně známou, ale důležitou funkcí SOE v Řecku bylo informovat káhirské velitelství o pohybu německých vojenských letadel, která byla servisována a opravována ve dvou bývalých řeckých vojenských letadlových zařízeních v Athénách a okolí.   
Nakonec britská armáda obsadila Athény a Pireus v důsledku německého stažení a bojovala v bitvě ulice po ulici, aby vyhnala ELAS z těchto měst a uvalila prozatímní vládu pod vedením arcibiskupa Damaskina. Posledním činem SOE byla evakuace několika stovek odzbrojených bojovníků EDES na Korfu, čímž se zabránilo jejich masakru ze strany ELAS.  
poté, co Němci obsadili ostrov v bitvě o Krétu, působilo na Krétě několik odbojových skupin a spojeneckých stran. Operace SOE zahrnovaly osobnosti jako Patrick Leigh Fermor, John Lewis, Harry Rudolph Fox Burr, Tom Dunbabin, Sandy Rendel, John Houseman, Xan Fielding a Bill Stanley Moss. Mezi nejznámější momenty patřil únos generála Heinricha Kreipea v čele s Leigh Fermor a Moss - následně ztvárněný ve filmu III Met by Moonlight a sabotáž Damasty vedená Mossem.   

### Albánie
Albánie byla pod italským vlivem od roku 1923 a v roce 1939 byla obsazena italskou armádou. V roce 1943 vstoupila do Albánie ze severozápadního Řecka malá styčná skupina. Mezi agenty SOE, kteří tehdy nebo později vstoupili do Albánie, patřili Julian Amery, Anthony Quayle, David Smiley a Neil “Billy” McLean. Objevili další bratrovražednou válku mezi komunistickými partyzány pod vedením Envera Hodži a republikánem Balli Kombëtarem. Jelikož posledně jmenovaný spolupracoval s italskými okupanty, Hodža získal podporu spojenců. 
Vyslanec SOE v Albánii, brigádní generál Edmund “Trockij” Davies, byl zajat Němci počátkem roku 1944. Někteří důstojníci SOE varovali, že Hodžovým cílem bylo po válce prvenství, síše než boj s Němci. Byli ignorování, ale Albánie nikdy nebyla hlavním faktorem v úsilí proti Němcům. 

### Československo

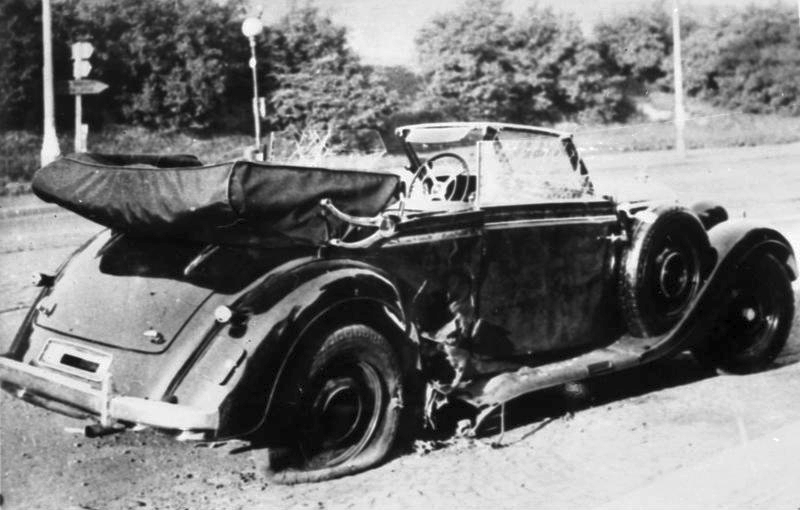
Auto, ve kterém Reinhard Heydrich seděl během spáchání atentátu

SOE vyslalo mnoho misí do českých oblastí tzv. Protektorátu Čechy a Morava a později i na Slovensko. Nejznámější misí byla operace Anthropoid, atentát na SS-obergruppenführera Reinharda Heydricha v Praze. V letech 1942 až 1943 měli Čechoslováci vlastní speciální výcvikovou školu (STS) v Chicheley Hall v Buckinghamshire. V roce 1944 vyslala SOE muže na podporu Slovenského národního povstání.  

### Norsko
V březnu 1941 byla pod vedením kapitána Martina Lingeho zorganizována skupina provádějící komandové nájezdy v Norsku, norská nezávislá společnost (NOR.I.C. 1). Jejich počátečním útokem v roce 1941 byla operace Lukostřelba, nejznámějším útokem byla pravděpodobné norská sabotáž na továrnu s těžkou vodou Norsk Hydro. Komunikační linky s Londýnem byly postupně zdokonalovány tak, že do roku 1945 bylo po celém Norsku rozmístěno 64 radistů. 

### Dánsko
Dánský odboj pomáhal SOE v jeho aktivitách v neutrálním Švédsku. Například SOE byla schopna získat několik nákladů životně důležitých kuličkových ložisek, která byla internovány ve švédských přístavech. Dánové také propagovali několik bezpečných komunikačních metod; například shlukový vysílač/přijímač, který přepisovat Morseovu abecedu na papírovou pásku nebo z ní rychleji, než by to mohl zvládnout lidský operátor. 

### Rumunsko
Krátce po založení SOE byla vytvořena “Rumunská sekce SOE” s posláním sabotovat dodávky ropy z Rumunska do Německa a pokoušet se vytvořit hnutí odporu především udržováním úzkého kontaktu s probritskými politickými aktéry. Síť SOE v Rumunsku byla zřízena inženýrem Valeriu “Ricã” Georgescu (s krycím jménem “žokej”) v únoru 1941. Úlohou této sítě bylo shromažďovat vojenské a ekonomické zpravodajské informace a udržovat kontakt mezi Iuliu Maniu a britskou vládou. Až do svého objevení a oázu v srpnu 1941 se síť ukázala jako neocenitelná výhoda, protože dodávala Britům informace shromážděné od německého vrchního velení v Bukurešti, jako jsou německé plány na invazi do SSSR.
přestože byl zatčen rumunským úřady, Georgescu udržoval kontakty s SOE. Pro lepší navázání spojení s Maniu a opozicí byla do Rumunska v červnu 1943 vyslána první mise SOE s kódovým názvem “Ranji”. Mise vedená kapitánem Thomasem Russellem byla vysazena do Jugoslávie a dostala se do Rumunska, kde nadále operovala, dokud nebyl Russell zabit v září stejného roku. Mise skutečně uspěla v dodávce vysílačky a radisty Maniovým příznivcům. 
V prosinci 1943 byla další delegace SOE pod krycím názvem Operace Autonomous vysazena na padáku do Rumunska. Delegace, včetně plukovníka Gardyne de Chastelain, kapitána Silviu Metianu a Ivor Porter, byla zajata rumunským četnictvem a držena až do noci převratu krále Michaela 23. srpna 1944. Úkolem Autonomous bylo znovu se pokusit navázat přímý kontakt s Maniu a stanovit podrobnosti o případném puči proti Antonescovi a v případě zajetí informovat Antonesca o postoji britské vlády k Rumunsku a poradit mu při vyslání vyslanců, aby projednali podmínky spojeneckého příměří. 

### Habeš
Habeš byla dějištěm některých z prvních a nejúspěšnějších snah SOE. SOE zorganizovala jednotky etiopských neregulérních jednotek pod vedením Orde Charles Wingate na podporu exilového císaře Haile Selassieho. Tato síla (pojmenovaná Wingate Gideon Force) způsobila těžké stránky italským okupačních sílám a přispěla k úspěšné britské kampani. Wingate měl využít své zkušenosti k vytvoření Chinditů v Barmě.   

### Západní Afrika
Neutrální španělský ostrov Fernando Po byl dějištěm operace Postmaster, jedné z nejúspěšnějších akcí SOE. Velká italská obchodní loď Duchessa d`Aosta a německý remorkér Likomba se uchýlily do přístavu Santa Isabel. Dne 14. ledna 1942, když se lodní důstojníci účastnili večírku na břeh vrženého agentem SOE, nastoupila komanda a personál SOE pod vedením Guse March-Phillippse na obě plavidla, přeřízli kotevní lana a odtáhli je na moře, kde se později setkali s loděmi Royal Navy. Na několik neutrálních autorit a pozorovatelů zapůsobil britský projev bezohlednosti. 

### Jihovýchodní Asie
Již v roce 1940 připravovala SOE plány operací v jihovýchodní Asii. Stejně jako v Evropě, po počátečních spojeneckých vojenských katastrofách, SOE vybudovala domorodé odbojové organizace a partyzánské armády na nepřátelském (japonském) okupovaném území. SOE také zahájila “Operaci Remorse” (1944-45), která byla nakonec zaměřena na ochranu ekonomického a politického postavení Hongkongu. Její agenti se ukázali jako pozoruhodně úspěšní a svými aktivitami získali 77 milionů liber, které byly použity k poskytování pomoci spojeneckých válečným zajatcům a co je kontroverznější, k nákupu vlivu na místě, aby se usnadnil hladký návrat do předválečných podmínek. 

## Rozpuštění
Koncem roku 1944, když bylo jasné, že válka brzy skončí, lord Selborne prosazoval, aby SOE nebo podobný orgán zůstal v provozu a aby se hlásilo ministerstvu obrany. Anthony Eden, ministr zahraničí, trval na tom, že jeho ministerstvo, které již odpovídá za SIS, by mělo kontrolovat SOE nebo jeho nástupce. Společný zpravodajský výbor, který měl širokou koordinační roli nad britskými zpravodajskými službami a operacemi, zastával názor, že SOE je efektivnější organizací než SIS, ale že není moudré dělit odpovědnost za špionáž a přímější akce mezi samostatné ministerstva nebo provádět zvláštní operace mimo konečnou kontrolu náčelníků generálních štábů. Debata pokračovala několik měsíců, dokud 22. května 1945 Selborne napsal:
Vzhledem k ruské hrozbě, situaci v Itálii, střední Evropě a na Balkáně a doutnajícím sopkám na Blízkém východě si myslím, že by bylo šílenství dovolit, aby byla SOE v tomto okamžiku potlačena. Když to předávány ministerstvu zahraničí, nemohu se ubránit dojmu, že požádat sira Ormeho Sergenta (krátce, aby se stal stálým zástupcem ministra zahraničí pro zahraniční věci), aby dohlížel na SOE, je jako pozvat abatyši, aby dohlížela na nevěstinec! SOE ale není žádný základní nástroj, je to vysoce specializovaná zbraň, kterou bude HMG vyžadovat, kdykoli budeme ohroženi a kdykoli bude nutné kontaktovat obyčejné lidi v cizích zemích. 
Churchill neučinil žádné okamžité rozhodnutí a poté, co prohrál všeobecné volby dne 5. července 1945, záležitost projednal labouristický ministerský předseda Clement Attlee. Selborne řekl Attleemu, že SOE stále vlastní celosvětovou síť tajných rádiových sítí a sympatizantů. Attlee odpověděl, že si nepřeje vlastnit britskou Kominternu a uzavřel Selbornovu síť na 48 hodin předem. 
SOE byla oficiálně rozpuštěna 15. ledna 1946. Někteří její vedoucí zaměstnanci se snadno přesunuli do finančních služeb v Londýně, ačkoli někteří z nich neztratili svou tajnou mentalitu a pro jméno města udělali jen málo. Většina ostatních zaměstnanců SOE se vrátila ke svým mírovým povoláním nebo pravidelné službě v ozbrojených silách, ale 280 z nich bylo vzato do “Oddělení zvláštních operací” MI6. Někteří z nich sloužili jako agenti v terénu, ale MI6 se nejvíce zajímala o výcvikový a výzkumný personál SOE. Sir Stewart Menzies, šéf MI6 (který byl obecně známý jednoduše známý jako “C”) brzy rozhodl, že samostatná pobočka speciálních operací je nezdravá, a sloučil ji do generálního orgánu MI6.  
Gubbinsovi, poslednímu řediteli, armáda nedala další zaměstnání, ale později založil klub speciálních sil pro bývalé členy SOE a podobných organizací.  

## Válečné komentáře k SOE
Ačkoli válečná britská vláda považovala aktivity SOE za zákonné, němečtí útočníci, stejně jako v První světové válce a válce v roce 1870, tvrdili, že ti, kdo se zapojili do odporu (místní odbojáři a agenti cizích vlád, kteří je podporovali), byli “bandité” a “teroristé”, přičemž tvrdili, že všichni Francs-tireurové (a uvedení agenti) byli zapojeni do nezákonné formy válčení, a jako takoví neměli žádná zákonná práva. Názor vyjádřený Fritzem Sauckelem, generálním zplnomocněncem pro rozmístění práce, z něj udělal muže odpovědného za přivádění dělníků do továren v Německu na nucené práce, který požadoval zastavení útěku mladých Francouzů na venkov a nazýval je maquis a nazýval je “teroristé, bandité a zločinci” za jejich odpor vůči zákonné autoritě. 

## Pozdější analýzy a komentáře
Způsob válčení podporovaný a promovaný SOE je několika moderními komentátory považován za moderní model, který napodobuje mnoho údajných teroristických organizací. Dva protichůdné názory citoval Tony Geraghty v The Irish War: Skrytý konflikt mezi IRA a britským zpravodajstvím. M. R. D. Foot který napsal několik oficiálních dějin SOE, napsal:
Irové (díky příkladu Collinse a následovaného SOE) tak mohou tvrdit, že jejich odpor poskytuje prvotní impuls k odporu vůči tyraniím horším, než jaký museli sami snášet. A irský odpor, jak jej Collins vedl, ukázal zbytku světa způsob, jak bojovat ve válkách, jediný rozumný způsob, jak proti nim bojovat ve věku jaderné bomby. 
Britský vojenský historik John Keegan napsal 
Musíme uznat, že naše reakce na metlu terorismu je ohrožena tím, co jsme udělali prostřednictvím SOE. Zdůvodnění… Že jsme neměli žádné jiné prostředky, jak zaútočit na nepřítele… je přesně ten argument, který používají Rudé brigády. Baader-Meinhoffův gang, PFLP, IRA a všech a další polovýslovné teroristické organizace na Zemi. Marné argumentovat, že jsme byli demokracií a Hitler tyranem. Znamená to pošpinit konce. SOE pošpinila Británii. 
Keegan také zpochybnil účinnost SOE. Napsal:
SOE byla jako organizace neefektivní, zbytečně nebezpečná pro práci, neefektivní při prosazování svých cílů a kontraproduktivní v dosahovaných výsledcích. 
Jiný, pozdější pohled na morální přínos SOE, vyjádřil spisovatel Max Hastings, 
Přesto byl morální přínos tajné války, který by byl nemožný bez sponzorství SOE a OSS, nedocenitelný. Umožnil vzkříšení sebeúcty v okupovaných státech, která by jinak byly nuceny ohlížet se zpět na po sobě jdoucí kapitoly své zkušenosti s konfliktem temným prizmatem; vojenské ponížení, po němž následovala vynucená spolupráce s nepřítelem, po níž následovalo opožděné vysvobození z rukou cizích armád. Jak to bylo, a zcela díky odporu, všechny evropské národy si mohly vážit svých kádrů, hrdinů a mučedníků, což umožnilo masu jejich občanů, kteří nic nedělali nebo sloužili nepříteli, aby byl přemalovány na velkolepé plátno uctívané vnímáním jejich potomků. 

## V populární kultuře
Od konce války se SOE objevila v mnoha filmech, komiksech, knihách a televizi. 
V Marvel Cinematic Universe byla Peggy Carter doporučena SOE jejím bratrem Michaelem, kdy začíná svou kariéru jako agentka v terénu. 
Série knih britského autora sci-fi Charlese Strosse The Laundry Files se odehrává v rámci Q-divize SOE (známé jako stejnojmenná Laundry), která funguje od Druhé světové války kvůli jejich poslání zachránit svět před okultními hrozbami. 
Dne 19. dubna 2024 byl propuštěn film režiséra Guye Ritchieho nazvaný ministerstvo negentlemanské války s Henrym Cavillem jako Gus March-Phillips a Alanem Ritchsonem jako Andersem Lassenem, zobrazující silně beletrizovanou verzi Operace Postmaster. 

## Role SOE v československém odboji
Velmi náročným výcvikem na STS (Special Training Schools) ve Skotsku prošla řada československých dobrovolníků. Tito vojáci se později zúčastnili výsadků na tehdejším území Protektorátu Čechy a Morava, Slovenského státu, Jugoslávie, Francie i Itálie. Na těchto operacích se SOE podílela zejména přípravou a výcvikem kandidátů, ale i jejich vybavením.